# Мінна Аалтонен
Мінна Аалтонен (фін. Minna Kaisa Aaltonen; 17 вересня 1966, Турку, Фінляндія — 11 вересня 2021) — фінська акторка.

## Життєпис
Мінна Кайса Аалтонен народилася 17 вересня 1966 в місті Турку (Фінляндія) в сім'ї акторки Ліни Такала (нар. 1938). Закінчила Школу-театр Маунтв'ю у Великій Британії.
Зіграла Маріанн у драматичному серіалі «Лондон у вогні» та Інгрід Коутс в «Команді мрії», з'явилася в серіалах «Котікату», «Чисто англійському вбивстві», «Делзіл і Пескоу» і «Лексс», а також зіграла роль в рекламі пива в Ірландії.
Аалтонен також з'явилася в невеликій ролі в якості читачки новин у фільмі про Джеймса Бонда «Завтра не помре ніколи».
У 1994 вела «Gladiaattorit» (фінські гладіаторські бої).

## Фільмографія

### Фільми
- «Porttikielto taivaaseen» (1990)
- «Kadunlakaisijat» (1991)
- «Vääpeli Körmy ja vetenalaiset vehkeet» (1991)
- «Äidin tyttö» (1993)
- «Kauas pilvet karkaavat» (1996)
- «Tomorrow Never Dies» («Huominen ei koskaan kuole», 1997)

### Телесеріали
- «Kotikatu» (1995–1996)
- «Lontoo liekeissä» (1996–1998)
- «Lexx» (2001–2002)